# Gabelumschalter

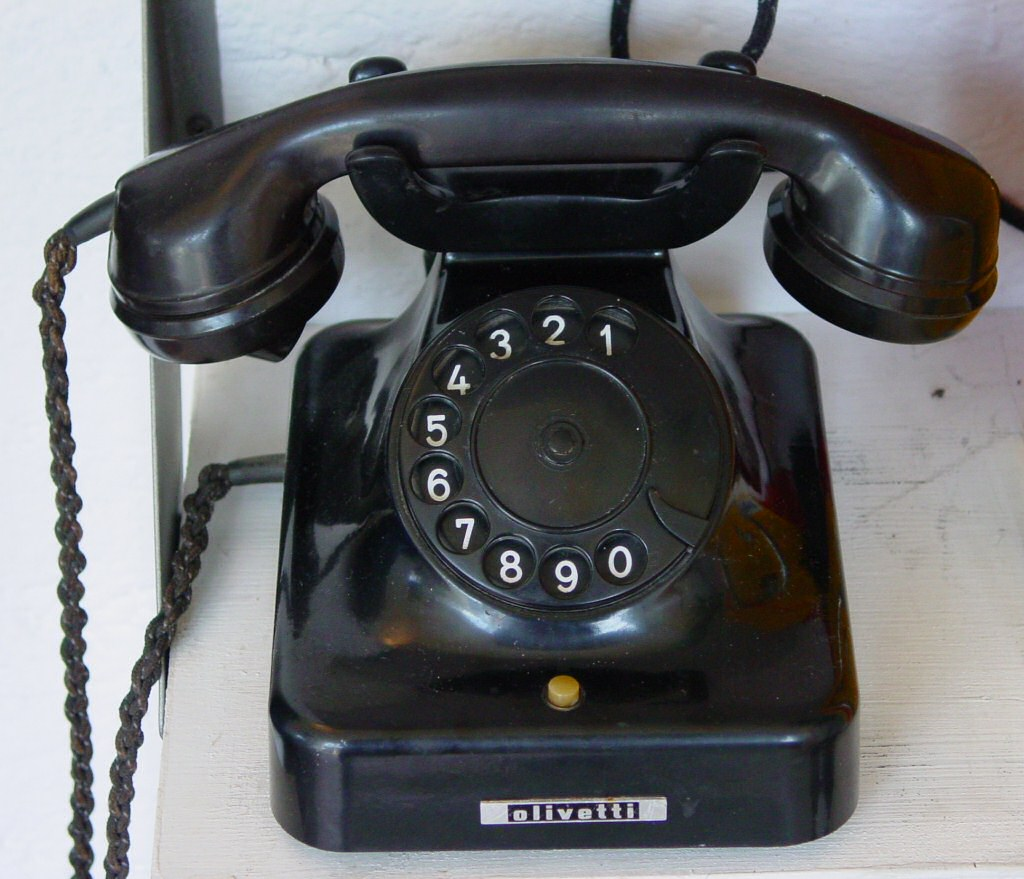
Tischfernsprecher W 38 Telefon mit Gabel

Der Gabelumschalter (GU) oder Hakenumschalter (HU) ist ein Bauteil von analogen Telefonapparaten.
Der Name Gabelumschalter stammt aus der Zeit, als die Telefonapparate für die Auflage des Telefonhörers eine gabelähnliche Vorrichtung hatten (siehe Bild des Telefons Tischfernsprecher W 38 und des EB08).

## Funktion

Manuelle Betätigung des Gabelumschalters

Der Gabelumschalter dient dem selbsttätigen Umschalten des Telefons von der Ruhe- in die Sprechstellung beim Abnehmen des Handapparats und dem Trennen der Verbindung beim Auflegen des Handapparats.
Bei mechanischen Gabelschaltern war es üblich, wenn unmittelbar nach der Beendigung eines Telefongesprächs ein weiterer Anruf getätigt werden sollte, den Handapparat am Ohr zu behalten und mit der freien Hand kurz den Gebelumschalter zu betätigten und danach die neue Nummer zu wählen. Bei Telefonen mit magnetischen Gabelschaltern musste stattdessen der Handapparat kurz aufgelegt werden oder eine eigene Trenntaste betätigt werden.

## Geschichte
Der Gabelumschalter war als mechanischer Schalter in Deutschland schon ein wesentlicher Baustein der frühen Wähltelefone der Deutschen Reichspost, beispielsweise des ZB/SA 19 von 1919. In den darauffolgenden Jahrzehnten wurden von Siemens unterschiedliche Gabelumschalter verbaut. Beim um 1970 eingeführten „Zigarrenkiste-Design“ wurde im Gegensatz zum „Gerundeten Design mit Querlage-Handapparat“ beim Gabelumschalter die Gabel mit der metallenen Präzisionsmechanik durch billigere Kunststoffteile ersetzt.
Der mechanische Gabelschalter wurde in der zweiten Hälfte des 20. Jahrhunderts durch Magnetschalter ersetzt. Die von 1966 bis 1973 produzierten ET-Fernsprecher hatten bereits magnetische Gabelumschalter. Bei Siemens-Nebenstelltelefonen war der Gabelumschalter noch bis in die Mitte der 1990er-Jahre eines der letzten mechanischen Bauteile, während der US-amerikanische Hersteller ROLM bereits lange zuvor Magnetschalter verbaute.  Die 1994 eingeführte optiset-Serie hatte noch mechanische Gabelumschalter, während diese bei dem Ende 1995 eingeführten Nachfolger optiset E durch magnetische ersetzt wurden. Bei den Hauptanschluss-Telefonen wurden danach noch weiterhin mechanische Gabelumschalter eingesetzt.
Bei der 1999 begonnenen Planung zum Nachfolger des optiset E, der nach 2000 in den Markt eingeführt wurde, wurden die Magnetschalter durch aus Infrarot-LED und infrarotempfindlichen Diode bestehenden Lichtschranken eingesetzt, um so wieder wie bei den mechanischen Schaltern diese mit der Hand betätigen zu können.